# Isola di Sajid
L'Isola di Sajid è una delle isole Farasan in Arabia Saudita, posta nel Mar Rosso vicino alle coordinate 16°46′21″N 41°58′00″E. La sua area è di 156,0 km² e il litorale costiero si sviluppa per 82,7 km.